# 15148 Michaelmaryott
15148 Michaelmaryott este un asteroid din centura principală de asteroizi.

## Descriere
15148 Michaelmaryott este un asteroid din centura principală de asteroizi. A fost descoperit pe 2 martie 2000 în cadrul proiectului CSS. Asteroidul prezintă o orbită caracterizată de o semiaxă mare de 2,25 ua, o excentricitate de 0,11 și o înclinație de 6,2° în raport cu ecliptica.